# Hemiphractus fasciatus
Hemiphractus fasciatus là một loài ếch thuộc họ Hemiphractidae. Nó được tìm thấy ở những vùng núi miền trung và đông Panama, sườn tây của dãy Tây Andes tại Colombia, và miền tây bắc Ecuador. Đây là một loài ếch tương đối lớn có thể cắn mạnh. Con đực dài 56 mm (2,2 in) và con cái dài 59 mm (2,3 in) từ mõm tới huyệt.